# Babybel
Mini Babybel è un marchio di snack al formaggio confezionati singolarmente e disponibili in vari gusti. L'azienda produttrice, Bel, ha radici nel massiccio del Giura, in Francia, ed è stata fondata da Jules Bel nel 1865. La metà della produzione mondiale di Mini Babybel viene realizzata a Évron. 
Negli Stati Uniti, Bel ha sede nel Kentucky. Nel marzo 2016, Bel Brands USA ha aperto un nuovo stabilimento a Brookings (lo stabilimento e la produzione dei Babybel sono stati mostrati in un segmento del documentario Come è fatto il cibo). All'epoca, Bel Brands aveva previsto che i suoi 250 dipendenti avrebbero prodotto 1,5 milioni di forme di Mini Babybel al giorno. Nel luglio 2018, la Bel ha annunciato di avere 12.700 dipendenti in 30 filiali in tutto il mondo e che il loro primo stabilimento di produzione canadese sarebbe stato in Québec.